# Liste der Grade-I-Bauwerke in Hertfordshire
| Lage von Hertfordshire in England |
| Gliederung von Hertfordshire |
| 1. Three Rivers 2. Watford 3. Hertsmere 4. Welwyn Hatfield 5. Broxbourne 6. East Hertfordshire 7. Stevenage 8. North Hertfordshire 9. St Albans 10. Dacorum |

Diese Liste der Grade-I-Bauwerke in Hertfordshire nennt die Grade-I-Listed Buildings in Hertfordshire nach Bezirken geordnet.
Von den rund 373.000 Listed Buildings in England sind rund 9000, also etwa 2,4 %, als Grade I eingestuft. Davon befinden sich etwa 115 in Hertfordshire.

## Broxbourne
1. Church of St Mary, Broxbourne, EN8
2. Eleanor Cross, Broxbourne, EN8
3. Parish Church of St Augustine, Broxbourne, EN10
4. Wormleybury, Broxbourne, EN10

## Dacorum
1. 130–136, Piccott’s End, Dacorum, HP1
2. Ashridge Management College, Little Gaddesden, Dacorum, HP4
3. Beechwood Park School and Walls of Walled Garden Adjoining, Flamstead, Dacorum, AL3
4. Berkhampstead School Old Building, Berkhamsted, Dacorum, HP4
5. Church of Saint Mary, Northchurch, Dacorum, HP4
6. Church of St John the Baptist, Great Gaddesden, Dacorum, HP1
7. Church of St John the Baptist (Church of England), Aldbury, Dacorum, HP23
8. Church of St Leonard, Flamstead, Dacorum, AL3
9. Church of St Mary, Dacorum, HP1
10. Church of St Mary (Church of England), Tring Rural, Dacorum, HP23
11. Church of St Peter and St Paul (Church of England), Little Gaddesden, Dacorum, HP4
12. Church of St Peter and St Paul (Church of England), Tring, Dacorum, HP23

## East Hertfordshire
1. Aston Bury Manor, Aston, East Hertfordshire, SG2
2. Balls Park, Hertford, East Hertfordshire, SG13
3. Boundary Wall at Yewtree Farm, Much Hadham, East Hertfordshire, SG10
4. Brent Pelham Hall, Gate Piers and Boundary Wall from North West Front of Hall, Turning to South West, Brent Pelham, East Hertfordshire, SG9
5. Church of St George (Church of England), Anstey, East Hertfordshire, SG9
6. Church of St Giles (Church of England), Wyddial, East Hertfordshire, SG9
7. Church of St Leonard, Hertford, East Hertfordshire, SG14
8. Church of St Mary, Ware, East Hertfordshire, SG12
9. Church of St Mary (C of E), Standon, East Hertfordshire, SG11
10. Church of St Mary Little Hormead, Hormead, East Hertfordshire, SG9
11. Church of St Michael, Bishop’s Stortford, East Hertfordshire, CM23
12. Church of St Peter, Tewin, East Hertfordshire, AL6
13. Church of St Peter Church of England, Buntingford, East Hertfordshire, SG9
14. Gatehouse to Hertford Castle (Hertford Castle Demolished), Hertford, East Hertfordshire, SG14
15. Hunsdon House to East of Parish Church, Hunsdon, East Hertfordshire, SG12
16. Johnston Monument at Gilston Parish Church at South West Corner of Churchyard, Gilston, East Hertfordshire, CM20
17. Moor Place, Much Hadham, East Hertfordshire, SG10
18. Much Hadham Hall, Much Hadham, East Hertfordshire, SG10
19. Old Church of St James, Stanstead Abbots, East Hertfordshire, SG12
20. Parish Church of All Saints (Church of England), Little Munden, East Hertfordshire, SG12
21. Parish Church of Great St Mary’s, Sawbridgeworth, East Hertfordshire, CM21
22. Parish Church of St Andrew, Much Hadham, East Hertfordshire, SG10
23. Parish Church of St Cecilia, Little Hadham, East Hertfordshire, SG11
24. Parish Church of St Dunstan (Church of England) 3/4 Mile South of Village, Hunsdon, East Hertfordshire, SG12
25. Parish Church of St James the Great, Thorley, East Hertfordshire, CM23
26. Parish Church of St Lawrence (Church of England), Ardeley, East Hertfordshire, SG2
27. Parish Church of St Mary, Gilston, East Hertfordshire, CM20
28. Parish Church of St Mary (Church of England), Aspenden, East Hertfordshire, SG9
29. Parish Church of St Mary the Virgin (Church of England), Braughing, East Hertfordshire, SG11
30. Parish Church of St Mary the Virgin (Church of England), Walkern, East Hertfordshire, SG2
31. Parish Church of St Peter, Benington, East Hertfordshire, SG2
32. Place House, Ware, East Hertfordshire, SG12
33. Remains of Benington Castle (In Grounds of the Lordship 15 Metres to South East of House), Benington, East Hertfordshire, SG2
34. Remains of Waytemore Castle, Bishop’s Stortford, East Hertfordshire, CM23
35. Roman Catholic Chapel of St Edmund’s College, Cloister and Scholefield Chantry, Standon, East Hertfordshire, SG11
36. Rye House Gatehouse, Stanstead Abbots, East Hertfordshire, EN11
37. Scott’s Grotto, Ware, East Hertfordshire, SG12
38. Shire Hall, Hertford, East Hertfordshire, SG14
39. The Lordship, Cottered, East Hertfordshire, SG9
40. The Priory (Ware Town Council Offices and Community Centre), Ware, East Hertfordshire, SG12
41. Woodhall Park (Heath Mount School), Watton-at-Stone, East Hertfordshire, SG14

## Hertsmere
1. Church of St Giles, South Mimms, Hertsmere, EN6
2. Church of St John the Baptist, Aldenham, Hertsmere, WD25
3. Tyttenhanger House, Ridge, Hertsmere, AL4

## North Hertfordshire
1. 18, Melbourn Street, Royston, North Hertfordshire, SG8
2. 23, Kneesworth Street, Royston, North Hertfordshire, SG8
3. Almshoe Bury, St. Ippolyts, North Hertfordshire, SG4
4. Church of All Saints, St. Paul’s Walden, North Hertfordshire, SG4
5. Church of All Saints, Sandon, North Hertfordshire, SG9
6. Church of Saint Mary, North Hertfordshire, SG5
7. Church of Saint Mary, North Hertfordshire, SG7
8. Church of St Ippolyts (Church of England), St. Ippolyts, North Hertfordshire, SG4
9. Church of St John the Baptist, Royston, North Hertfordshire, SG8
10. Church of St Katherine (Church of England), Ickleford, North Hertfordshire, SG5
11. Church of St Mary, Ashwell, North Hertfordshire, SG7
12. Church of St Mary, King’s Walden, North Hertfordshire, SG4
13. Church of St Mary, Reed, North Hertfordshire, SG8
14. Church of St Mary, Graveley, North Hertfordshire, SG4
15. Church of St Mary (C of E), Pirton, North Hertfordshire, SG5
16. Church of St Mary and St Thomas, Knebworth, North Hertfordshire, SG3
17. Church of St Mary Magdalene, Barkway, North Hertfordshire, SG8
18. Church of St Mary Magdalene (C of E), Offley, North Hertfordshire, SG5
19. Church of St Mary the Virgin (Church of England), Wymondley, North Hertfordshire, SG4
20. Church of the Holy Trinity (Church of England), Weston, North Hertfordshire, SG4
21. High Down House with Buildings and Walls Around Courtyard on North Side, Pirton, North Hertfordshire, SG5
22. Parish Church of St Peter and St Paul, Kimpton, North Hertfordshire, SG4
23. Royston Cave, Royston, North Hertfordshire, SG8
24. The Priory, Wymondley, North Hertfordshire, SG4
25. The Priory, North Hertfordshire, SG5
26. Wymondley Bury, Wymondley, North Hertfordshire, SG4

## St Albans
1. Abbey Church of St Alban, St. Albans, AL3
2. Church of St Helen, Wheathampstead, St. Albans, AL4
3. Church of St Michael’s, St. Albans, AL3
4. Clock Tower, St. Albans, AL3
5. Mackerye End, Wheathampstead, St. Albans, AL5
6. Parish Church of St Mary, Redbourn, St. Albans, AL3
7. Remains of Old Gorhambury, St. Michael, St. Albans, AL3
8. Rothamsted Manor House, Harpenden Rural, St. Albans, AL5
9. The Abbey Gate, St. Albans, AL3
10. Verulamium, St. Albans, AL3

## Stevenage
1. Church of Saint Nicholas, Stevenage, SG1
2. Rooks Nest House Howards, Stevenage, SG1

## Three Rivers
1. Church of St Lawrence the Martyr, Abbots Langley, Three Rivers, WD5
2. Moor Park and Orangery/Stable Block, Batchworth, Three Rivers, WD3
3. The Orchard, Chorleywood, Three Rivers, WD3

## Watford
1. Church of St Mary, Watford, WD17
2. Holy Rood Church, Watford, WD18

## Welwyn Hatfield
1. Brocket Hall, Hatfield, Welwyn Hatfield, AL8
2. Hatfield House, Hatfield, Welwyn Hatfield, AL9
3. New Saint Lawrence Church, Ayot St. Lawrence, Welwyn Hatfield, AL6
4. North Mymms Park with Adjoining Garden Walls and Ha Ha, North Mymms, Welwyn Hatfield, AL9
5. Parish Church of St Etheldreda, Hatfield, Welwyn Hatfield, AL9
6. The Palace, Hatfield, Welwyn Hatfield, AL9